# Vestido pradera

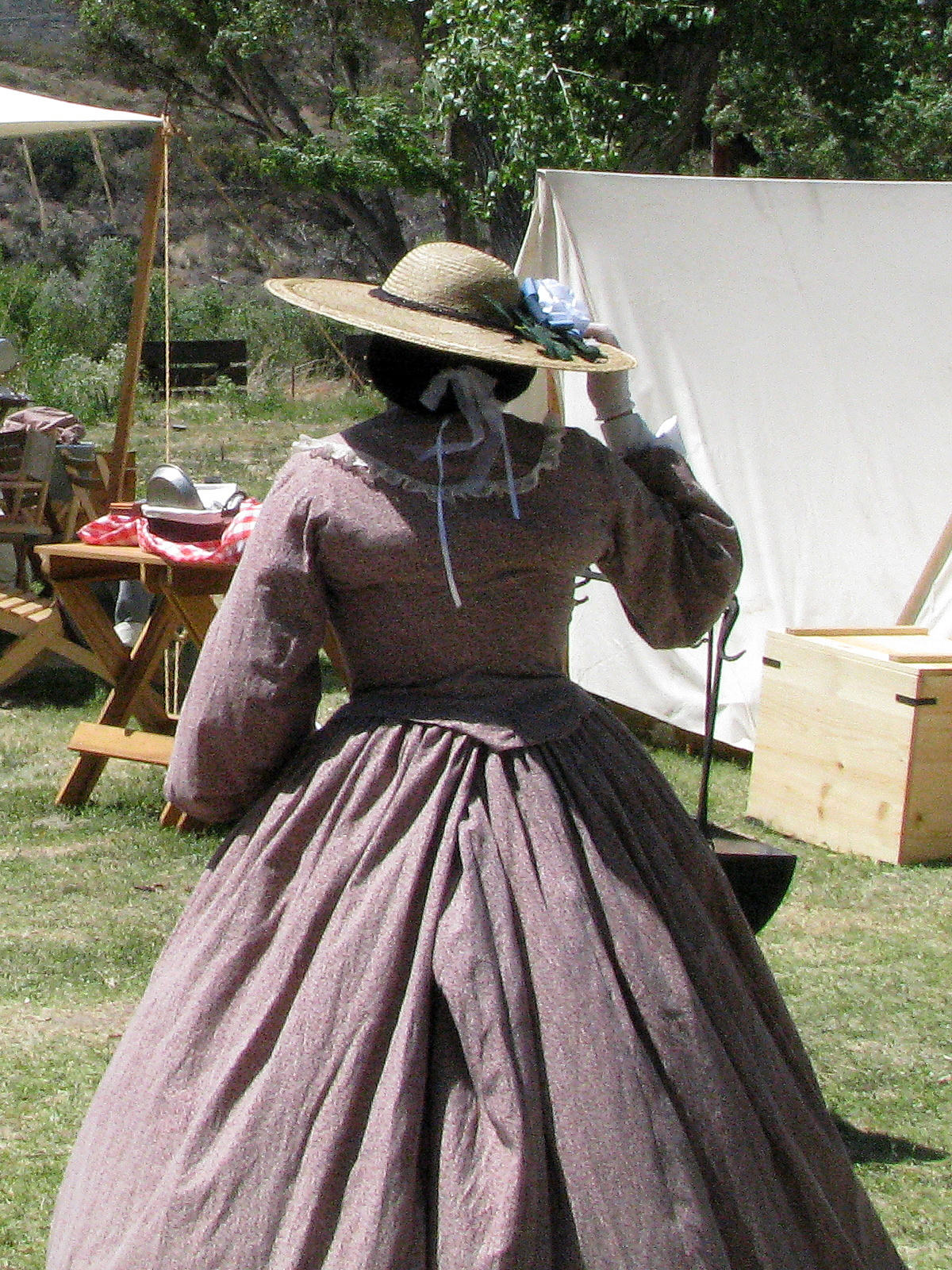
Una falda de pradera usada como parte de una recreación de la guerra civil estadounidense.

Un vestido de pradera o falda de pradera es un modesto estilo de falda estadounidense, una prenda de vestir para mujeres y niñas.
Los vestidos de pradera pueden tener diferentes cortes: rectos, ligeramente acampanados o muy amplios. Pueden presentar uno o más volantes (a veces volantes profundos) o capas. Estos vestidos estilo pradera se llevan sobre una enagua con ojales, la cual puede tener volantes o adornos de encaje. Tradicionalmente, los vestidos de pradera suelen contar con mangas largas. De acuerdo con su inspiración de diseño, las faldas de pradera tradicionales se confeccionan con telas "campestres" como mezclilla y percal floreado, aunque también pueden ser de un color sólido. Las faldas de pradera son un elemento esencial en el vestuario occidental femenino, y las versiones muy amplias se utilizan en los bailes de cuadrilla. Los vestidos de pradera son comúnmente usados por mujeres que asisten a iglesias cristianas que promueven la vestimenta sencilla, como las Comunidades Bruderhof, o aquellas que siguen la doctrina de la santidad exterior, como la Conexión Metodista Wesleyana de Allegheny. Estos vestidos son considerados a la moda, especialmente en climas fríos.
Los vestidos de pradera recibieron su nombre por las personas que viajaban hacia el oeste de los Estados Unidos, aunque en algún momento fueron usados por mujeres de todas las clases en todo el país.

## Orígenes en elsigloXIX
Las faldas de pradera reciben su nombre debido a su similitud con las faldas confeccionadas en casa que usaban las mujeres pioneras a mediados del siglo XIX. Estas faldas eran, a su vez, una versión simplificada de las faldas acampanadas y con volantes características de los vestidos de alta costura de la década de 1820. El estilo se originó como una adaptación de la moda de alta costura a los aspectos prácticos de la vida rural en el oeste de los Estados Unidos. Se preferían colores y estampados profundos, ya que no mostraban la suciedad, y se añadían decoraciones para mantener la ropa actualizada según las nuevas tendencias de moda.

## Renacimiento en las décadas de 1960 y 1970
Los hippies de la contracultura rechazan la moda convencional y buscan, en su lugar, estilos históricos y no occidentales. Aunque la ropa de la pradera en el siglo XIX solía ser confeccionada en casa, nuevas empresas como Gunne Sax en San Francisco comenzaron a producir ropa de la pradera lista para usar. Este estilo ganó popularidad en la década de 1970, coincidiendo con la proximidad del Bicentenario de los Estados Unidos, y Ralph Lauren lo introdujo en la alta costura en su colección de otoño de 1978 con temática occidental.

Las faldas tipo pradera de mezclilla, con botones en la parte delantera y un solo volante, que llegaban hasta media pantorrilla y se usaban con una enagua estilo años 50 ligeramente más larga que la falda, se convirtieron en una moda extendida en los años 1970 y principios de los 1980 tras la introducción de la línea de Ralph Lauren.

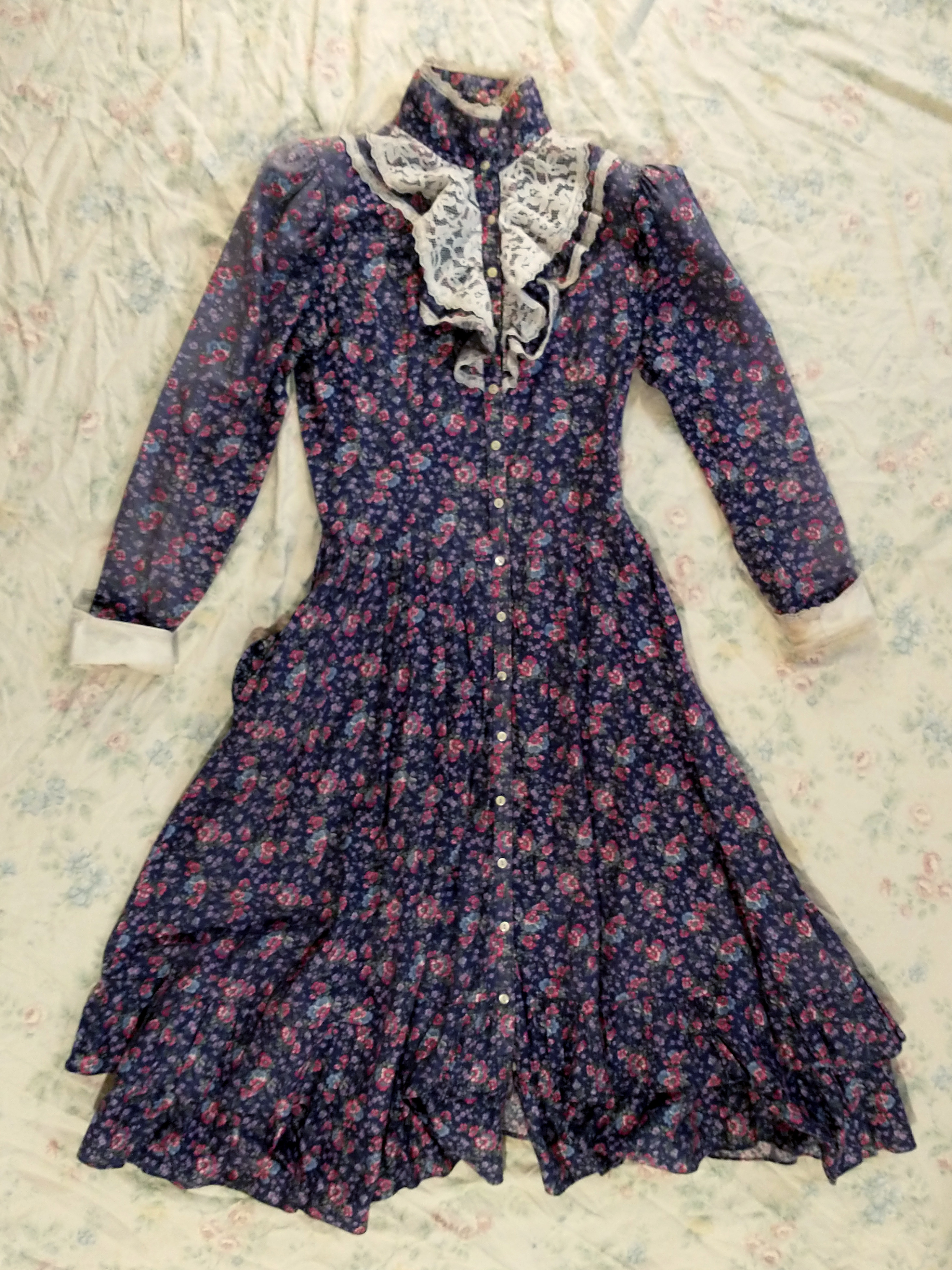
Vestido pradera de finales de los años 70
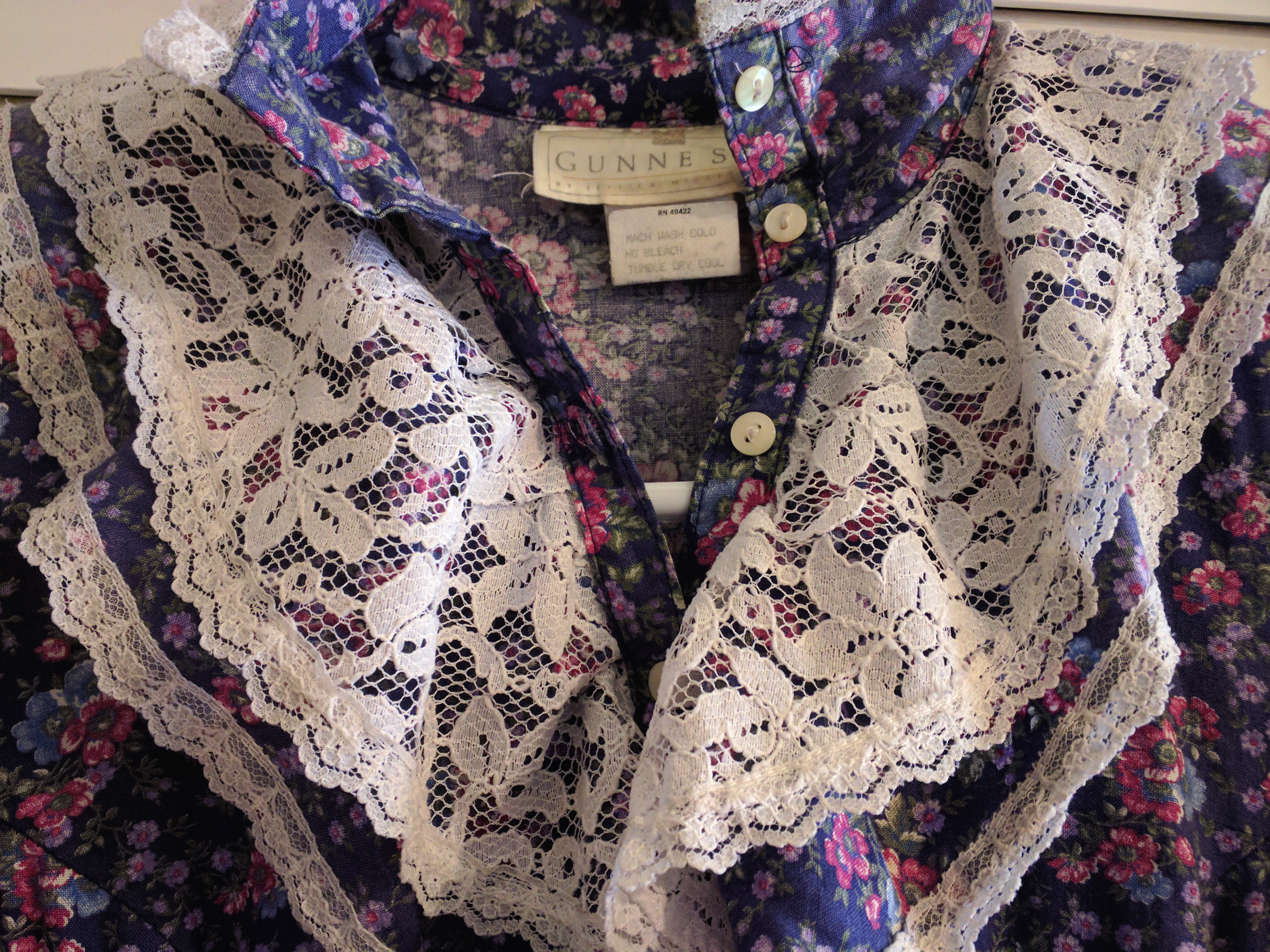
Cuello de un vestido estilo pradera de los años 70, que muestra partes comunes del estilo como encaje, botones, tela floral y volantes.
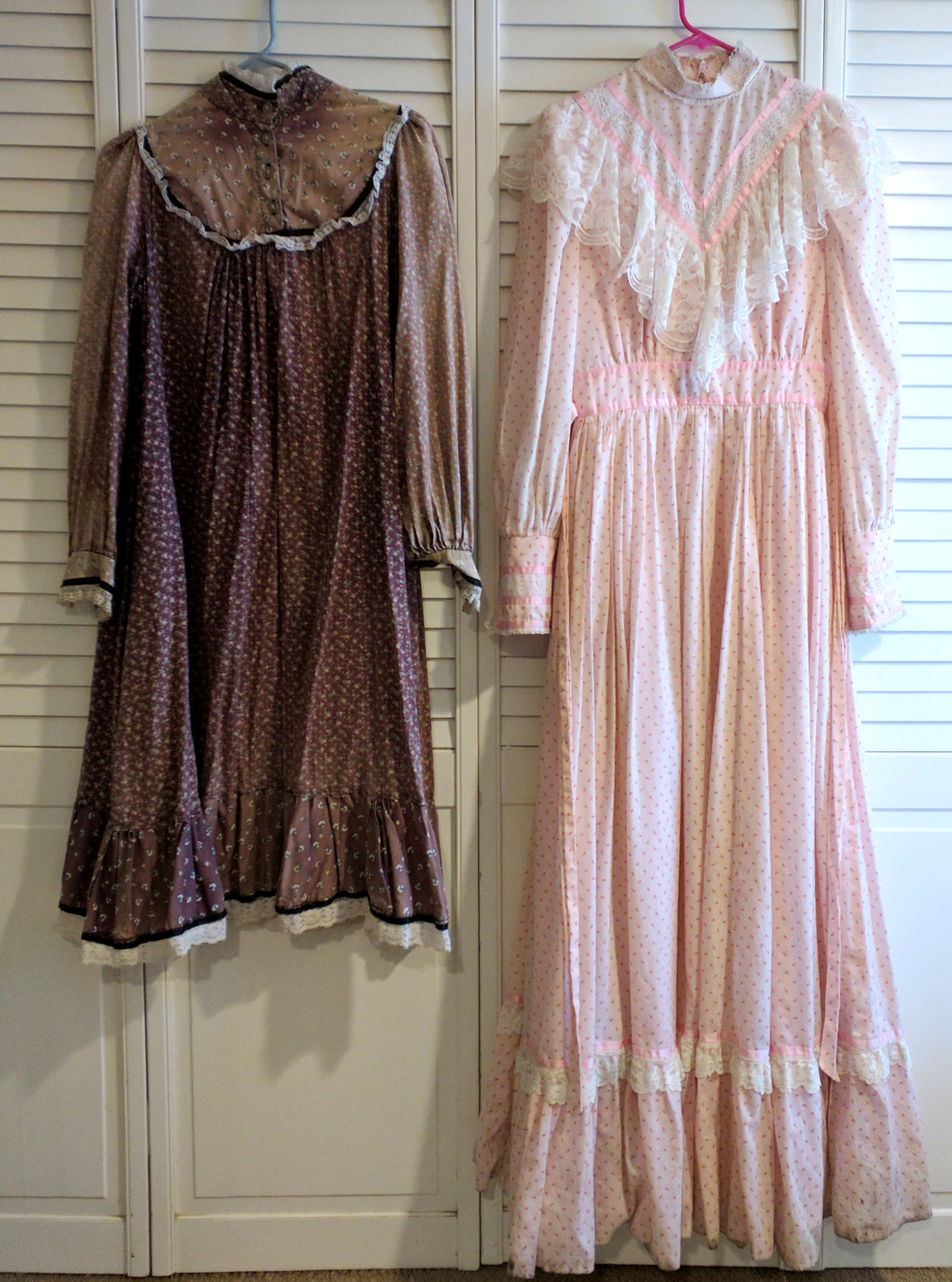
vestidos de pradera de los años 70

## Siglo 21
Las faldas estilo pradera cortas y de múltiples niveles, confeccionadas en gasa u otros tejidos livianos, fueron una tendencia de moda en 2005. Algunas personas optaron por usar faldas estilo pradera más largas con una combinación o enagua para preservar su modestia. Los vestidos de pradera volvieron a ser una tendencia de moda a finales de la década de 2010 y se incorporaron a la tendencia cottagecore en 2020.
Los vestidos de pradera son frecuentemente elegidos por mujeres que asisten a iglesias cristianas que destacan la práctica de vestimenta sencilla, como en las Comunidades Bruderhof, una denominación anabautista, o que siguen la doctrina de la santidad exterior, como en la Iglesia Evangélica Wesleyana, una conexión metodista en el movimiento de santidad."